# Benedictus Hubertus Danser
B. H. Danser o Benedictus Hubertus Danser (Schiedam, 24 de mayo de 1891 - Groninga, 18 de octubre de 1943) fue un botánico y taxónomo neerlandés.

## Biografía
B. H. Danser era hijo de Cornelis Danser y de Josephina Jaeckers, se educó en la Universidad de Ámsterdam, donde se graduó en 1921.
Trabajó como profesor, enseñando Historia Natural en Haarlem de 1920 a 1925
Fue becado por la Fundación de Buitenzorg  en 1925, y enviado al Jardín Botánico de Buitenzorg en Java, donde permaneció durante algunos años formando parte de la plantilla del Herbario de Buitenzorg.
A finales de 1929 B. H. Danser, volvió a Holanda, donde contrajo matrimonio con Emilia Paulina de Savornin Lohman el 18 de junio de 1930 en Ámsterdam.
Desde 1931, B. H. Danser fue el Primer Profesor Asistente Extraordinario (desde 1934 Ordinario) en la Universidad de Groningen.
Es el autor de numerosos escritos sobre sistemática y genética. En su estancia en Buitenzorg escribió numerosas revisiones de las familias, Polygonaceae, Nepenthaceae y Loranthaceae, publicadas en el Bull. Jard. Bot. Buitenzorg.
Se especializó en el género de plantas carnívoras Nepenthes. En 1928, Danser hizo la primera revisión del género, reconociendo 65 especies en su obra The Nepenthaceae of the Netherland Indies.
Actualmente se conocen unas cien especies de plantas del género Nepenthes, pero aún hoy el trabajo de Danser es la referencia para los especialistas en este campo.

## Honores

### Epónimos
Género
- (Fabaceae) Dansera Steenis 1948[1]

Especies
- Loranthaceae) Taxillus danseriana Rajasek.[2]

- Nepenthaceae) Nepenthes danseri Jebb & Cheek[3]

- Polygonaceae) Rumex danseri Rechinger[4]